# 24-Stunden-Rennen von Le Mans 1956

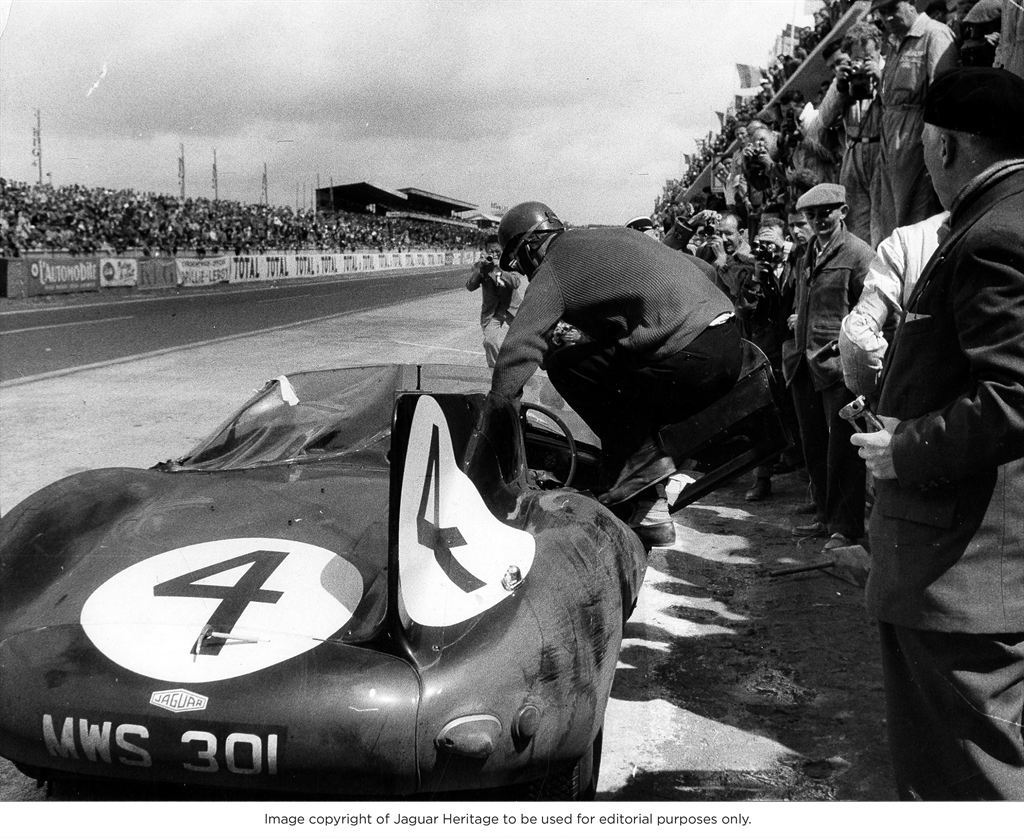
Ninian Sanderson steigt schwungvoll in den siegreichen Jaguar D-Type

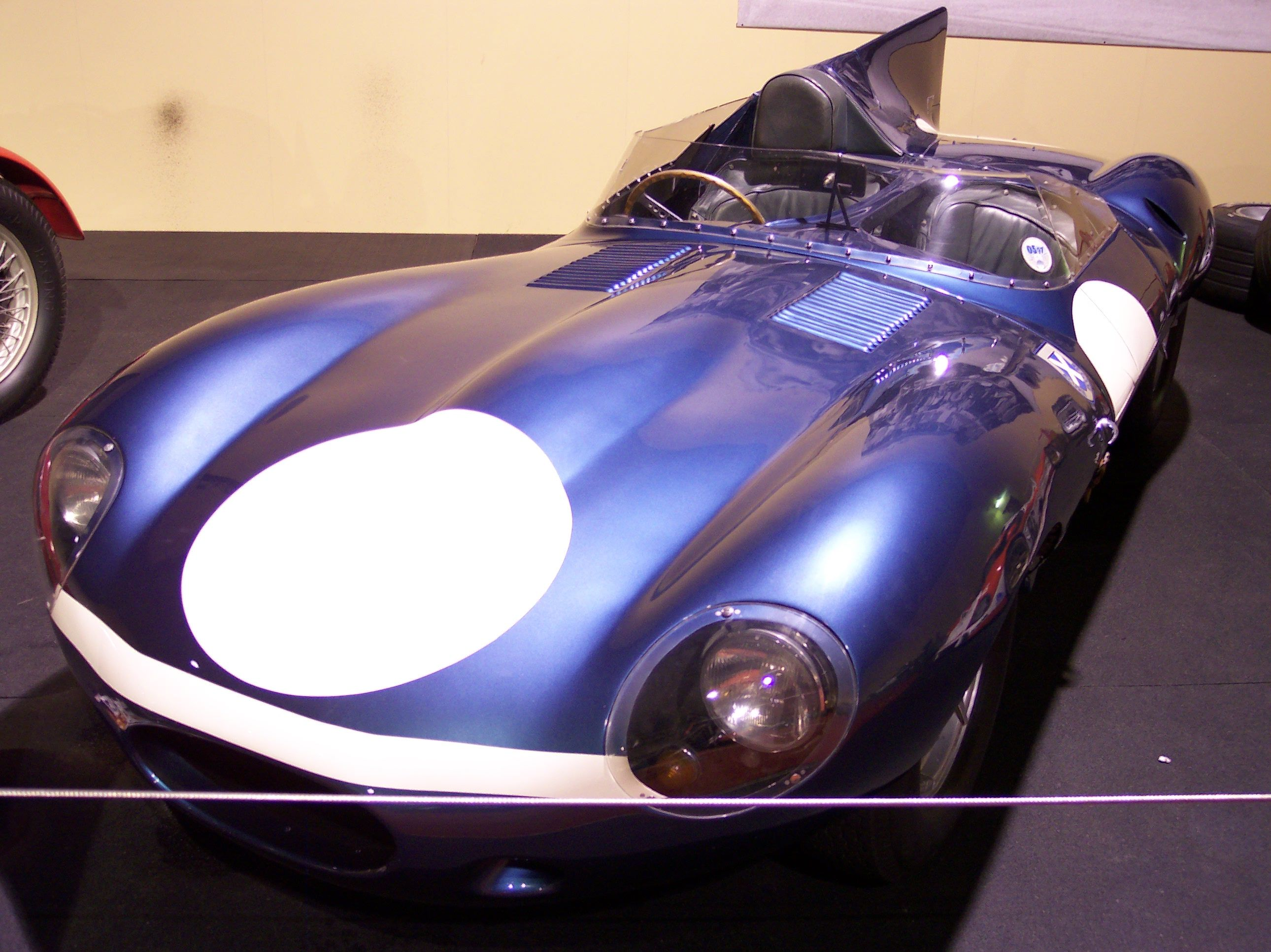
Der Jaguar D-Type der Ecurie Ecosse, der Siegerwagen von Ninian Sanderson und Ron Flockhart

Die drei Werks-Lotus 11 vor dem Renntransporter

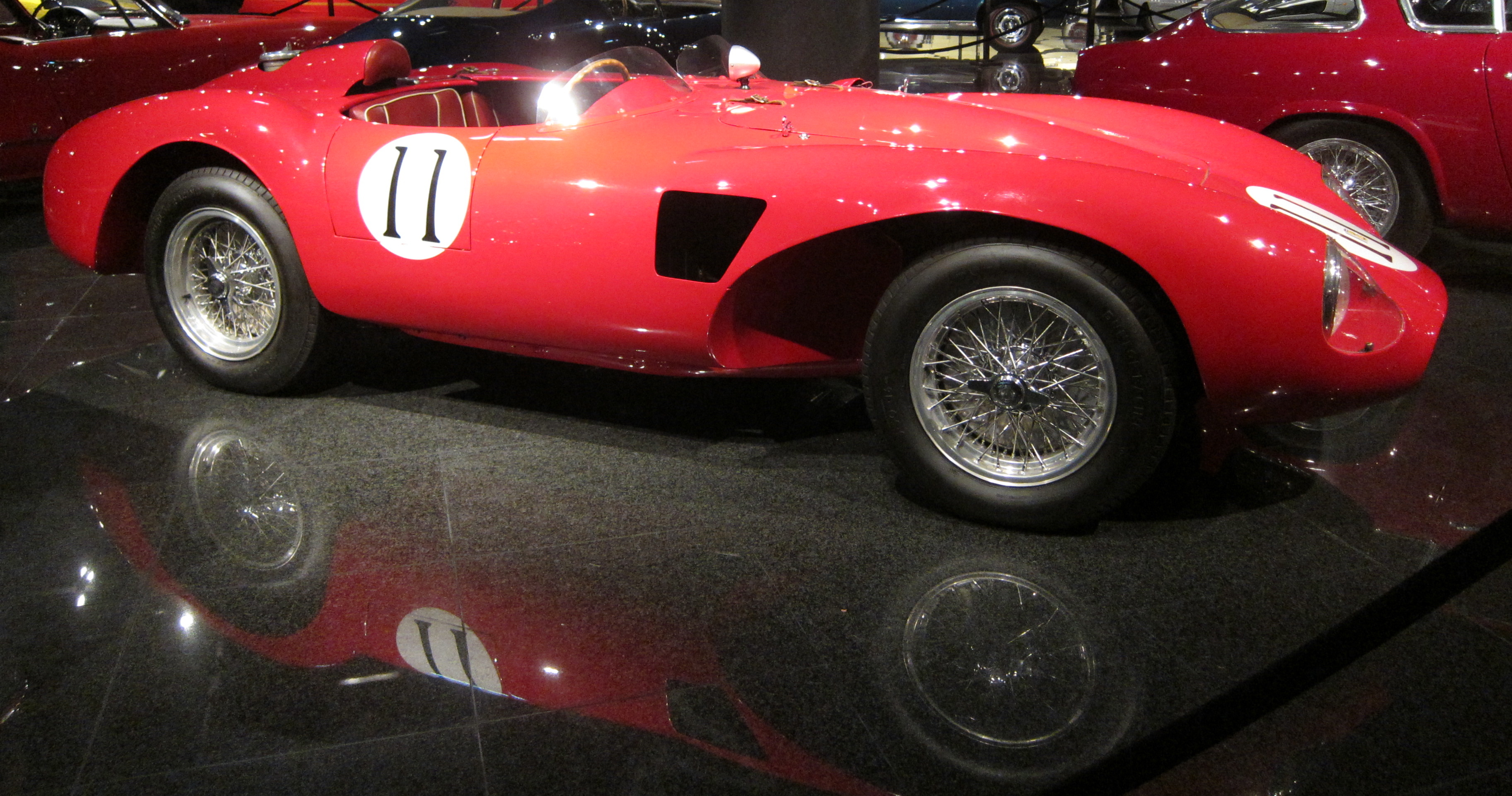
Ferrari 625LM Spyder Touring mit der Startnummer 11; gefahren von Alfonso de Portago und Duncan Hamilton

Das 24. 24-Stunden-Rennen von Le Mans, der 24e Grand Prix d’Endurance les 24 Heures du Mans, auch 24 Heures du Mans, Circuit de la Sarthe, Le Mans, fand vom 28. bis 29. Juli 1956 auf dem Circuit des 24 Heures statt.

## Vor dem Rennen

### Änderungen an der Rennstrecke
Als Folge des fatalen Unfalls beim Rennen im Jahr davor wurde die Rennstrecke an einigen Stellen komplett umgebaut. Die Boxenanlage wurde erneuert und die Strecke zwischen den Boxen und den Haupttribünen verbreitert. Zwar trennte noch immer nur ein weißer Strich auf der Straße die stoppenden Rennwagen vom Rennbetrieb, aber die Strecke wurde so breit, dass mehrere Wagen problemlos nebeneinander fahren konnten. Die Zuschauer vor den Haupttribünen wurden nunmehr durch einen Sicherheitszaun geschützt. Der Radius der ersten Kurve vor den Esses wurde ebenso verändert wie die Einfahrt in die Tertre Rouge und die berüchtigte Maison-Blanche-Kurve. Durch diese Umbaumaßnahmen verkürzte sich die Streckenlänge von 13,492 auf 13,461 km.
Da die Umbauarbeiten nicht rechtzeitig fertig wurden, musste das Rennen um einen Monat verschoben werden und fand erstmals seit 1923 wieder im Juli statt.

### Änderungen am Reglement
Auch das Reglement wurde angepasst. Der Hubraum der Prototypen – von denen mindestens 50 Stück gebaut werden mussten – wurde auf 2500 cm³ reduziert. Die Kapazität der Tanks wurde auf 130 Liter beschränkt, und zwischen zwei Tankstopps musste ein Rennfahrzeug mindestens 34 Runden zurückgelegt haben. Die Windschilder wurden vergrößert und hatten nunmehr eine Höhe von 20 cm.
Kein Fahrer durfte länger als 72 Runden ununterbrochen am Steuer sitzen und insgesamt nicht mehr als 14 Stunden fahren. Die Trainingseinheiten wurden in die Abendstunden verlegt, sodass die Fahrer am Mittwoch und Donnerstag vor dem Rennen schon in der Dunkelheit fahren mussten. Dem Rennleiter Charles Faroux wurde mit Charles de Cortanze ein Stellvertreter zur Seite gestellt.

## Das Rennen
Das Rennen war keine zwei Runden alt, als die Nachricht über einen erneuten schweren Unfall Schrecken in der Boxengasse auslöste. Erstmals trug sich Charles Faroux mit dem Gedanken, die Veranstaltung sofort abzubrechen. Als die Information ankam, weder Fahrer noch Zuschauer seien zu Schaden gekommen, machte sich allgemein Erleichterung breit. Der belgische Jaguar-Werksfahrer Paul Frère hatte eingangs der Esses die Herrschaft über seinen Jaguar D-Type verloren und rechts die Begrenzung touchiert. Sein knapp folgender Teamkollege Jack Fairman konnte nicht mehr ausweichen und prallte in das Heck des Jaguar. Das Chaos vervollständigte Alfonso de Portago, der mit seinem Werks-Ferrari 625LM Spyder Touring Fairmam voll traf und beide Jaguar und sich selbst ins Abseits schob. Innerhalb weniger Sekunden waren somit zwei Werks-Jaguar und ein Werks-Ferrari ausgeschieden.
Kaum hatte sich die Aufregung über diesen Zwischenfall gelegt, als eine weitere Unfallnachricht die Boxenanlagen erreichte. Dieser Unfall endete jedoch fatal. Louis Héry hatte in der Maison Blanche mit seinem kleinen Panhard einen Überschlag und starb an seinen schweren Verletzungen im Krankenwagen, auf dem Weg ins Spital. Insgesamt gab es 13 Unfälle im Rennen.
Nach einem frühen langen Boxenstopp von Vorjahressieger Mike Hawthorn im dritten Werks-Jaguar übernahmen Ninian Sanderson und Ron Flockhart im Ecurie-Ecosse-D-Type die Führung. Der schottische Jaguar lieferte sich einen heftigen Zweikampf mit dem Werks-Aston Martin von Stirling Moss und Peter Collins. Das Rennen wurde erst knapp vor Schluss entschieden, als am DB3S der zweite Gang brach. Dieses Handicap, das sich vor allem in der langsamen Passage zwischen der Indianapolis- und Arnage-Kurve bemerkbar machte, kostete der Aston-Martin-Mannschaft eine Runde. Den dritten Rang erreichten Maurice Trintignant und Olivier Gendebien im Ferrari; damit retteten sie die Ehre der Scuderia. Den wichtigen Index of Performance gewannen Gérard Laureau und Paul Armagnac für Deutsch & Bonnet.

## Ergebnisse

### Piloten nach Nationen
| 50 Franzosen | 22 Briten      | 8 Deutsche   | 6 US-Amerikaner | 6 Belgier |
| 2 Italiener  | 2 Niederländer | 1 Australier | 1 Brasilianer   | 1 Spanier |

### Schlussklassement
| Pos.            | Klasse | Nr. | Team                          | Fahrer                                      | Chassis                        | Motor                   | Reifen | Runden |
| --------------- | ------ | --- | ----------------------------- | ------------------------------------------- | ------------------------------ | ----------------------- | ------ | ------ |
| 1               | S 5.0  | 4   | Ecurie Ecosse                 | Ninian Sanderson Ron Flockhart              | Jaguar D-Type                  | Jaguar 3.4L I6          | D      | 300    |
| 2               | S 3.0  | 8   | Aston Martin Ltd.             | Stirling Moss Peter Collins                 | Aston Martin DB3S              | Aston Martin 2.9L I6    | A      | 299    |
| 3               | S 3.0  | 12  | Scuderia Ferrari              | Olivier Gendebien Maurice Trintignant       | Ferrari 625LM Spyder Touring   | Ferrari 2.5L I4         | E      | 293    |
| 4               | S 5.0  | 5   | Equipe Nationale Belge        | Jacques Swaters Freddy Rousselle            | Jaguar D-Type                  | Jaguar 3.4L I6          | D      | 284    |
| 5               | S 1.5  | 25  | Porsche KG                    | Richard von Frankenberg Wolfgang von Trips  | Porsche 550A/4 RS Coupe        | Porsche 1.5L Flat-4     | C      | 282    |
| 6               | S 5.0  | 1   | Jaguar Cars Ltd.              | Mike Hawthorn Ivor Bueb                     | Jaguar D-Type FI               | Jaguar 3.4L I6          | D      | 280    |
| 7               | S 1.1  | 36  | Lotus Engineering             | Reg Bicknell Peter Jopp                     | Lotus 11                       | Coventry Climax 1.1L I4 | D      | 253    |
| 8               | S 1.1  | 33  | Cooper Car Company            | Ed Hugus John Bentley                       | Cooper T39                     | Coventry Climax 1.1L I4 | D      | 252    |
| 9               | S 1.5  | 30  | Claude Bourillot              | Claude Bourillot Henri Perroud              | Maserati 150S                  | Maserati 1.5L I4        | P      | 245    |
| 10              | S 750  | 40  | Automobiles Deutsch et Bonnet | Gérard Laureau Paul Armagnac                | DB HBR5                        | Panhard 0.7L Flat-2     | D      | 231    |
| 11              | S 750  | 45  | Automobiles Deutsch et Bonnet | Jean-Claude Vidilles Jean Thépenier         | DB HBR                         | Panhard 0.7L Flat-2     | D      | 225    |
| 12              | S 750  | 46  | Automobiles Deutsch et Bonnet | André Héchard Roger Masson                  | DB HBR                         | Panhard 0.7L Flat-2     | D      | 220    |
| 13              | S 1.5  | 34  | Porsche KG                    | Roland Bourel Maurice Slotine               | Porsche 356A/4                 | Porsche 1.3L Flat-4     | D      | 212    |
| 14              | S 1.1  | 41  | Just-Émile Vernet             | Jean-Marie Dumazer Lucien Campion           | VP 166R                        | Renault 0.8L I4         | D      | 210    |
| Nicht klassiert |        |     |                               |                                             |                                |                         |        |        |
| 15              | S 3.0  | 14  | Aston Martin Ltd.             | Tony Brooks Reginald Parnell                | Aston Martin DBR1/250          | Aston Martin 2.5L I6    | A      | 246    |
| Disqualifiziert |        |     |                               |                                             |                                |                         |        |        |
| 16              | S 5.0  | 6   | Robert Walshaw                | Robert Walshaw Peter Bolton                 | Jaguar XK 140                  | Jaguar 3.5L I6          | D      | 209    |
| 17              | S 2.0  | 22  | Jean Lucas                    | François Picard Robert Tappan               | Ferrari 500TR                  | Ferrari 2.0L I4         | E      | 137    |
| Ausgefallen     |        |     |                               |                                             |                                |                         |        |        |
| 18              | S 3.0  | 17  | Automobiles Talbot            | Louis Rosier Jean Behra                     | Talbot Sport 2500              | Maserati 2.5L I6        | D      | 220    |
| 19              | S 3.0  | 9   | Aston Martin Ltd.             | Peter Walker Roy Salvadori                  | Aston Martin DB3S              | Aston Martin 2.9L I6    | A      | 173    |
| 20              | S 1.5  | 32  | Lotus Engineering             | Colin Chapman Herbert MacKay-Fraser         | Lotus 11                       | Coventry Climax 1.5L I4 | D      | 172    |
| 21              | S 1.5  | 24  | Porsche KG                    | Umberto Maglioli Hans Herrmann              | Porsche 550A/4 RS              | Porsche 1.5L Flat-4     | C      | 136    |
| 22              | S 1.1  | 37  | René Breuil                   | Jean Py Yves Dommée                         | RB                             | Fiat-OSCA 1.1L I4       | D      | 116    |
| 23              | S 3.0  | 10  | Scuderia Ferrari              | André Simon Phil Hill                       | Ferrari 625LM Spyder Touring   | Ferrari 2.5L I4         | E      | 107    |
| 24              | S 2.0  | 23  | Automobiles Frazer Nash Ltd.  | Richard Stoop Tony Gaze                     | Frazer Nash Sebring            | Bristol 2.0L I6         | D      | 100    |
| 25              | S 3.0  | 16  | Automobiles Gordini           | Hernando da Silva Ramos André Guelfi        | Gordini T23S                   | Gordini 2.5L I6         | E      | 90     |
| 26              | S 1.1  | 35  | Lotus Engineering             | Cliff Allison Keith Hall                    | Lotus 11                       | Coventry Climax 1.1L I4 | D      | 89     |
| 27              | S 3.0  | 19  | Jean-Paul Colas               | Serge Nersessian Georges Monneret           | Salmson 2300S                  | Salmson 2.3L I4         | D      | 80     |
| 28              | S 3.0  | 15  | Automobiles Gordini           | Robert Manzon Jean Guichet                  | Gordini T15S                   | Gordini 2.5L I8         | E      | 80     |
| 29              | S 2.0  | 20  | Equipe Nationale Belge        | Alain de Changy Lucien Bianchi              | Ferrari 500TR                  | Ferrari 2.0L I4         | E      | 76     |
| 30              | S 1.5  | 29  | Automobiles Gordini           | André Milhoux Charles de Clareur            | Gordini T17S                   | Gordini 1.5L I6         | E      | 67     |
| 31              | S 750  | 48  | Moretti Automobili            | Marcel Lauga Jean-Michel Durif              | Moretti 750 Grand Sport Zagato | Moretti 0.7L I4         | P      | 62     |
| 32              | S 1.5  | 26  | Porsche KG                    | Max Nathan Helm Glöckler                    | Porsche 356 Carrera 1500       | Porsche 1.5L Flat-4     | C      | 61     |
| 33              | S 2.0  | 21  | Pierre Meyrat                 | Pierre Meyrat Fernand Tavano                | Ferrari 500TR                  | Ferrari 2.0L I4         | D      | 61     |
| 34              | S 3.0  | 7   | Prinz Paul Metternich         | Prinz Paul Metternich Wittigo von Einsiedel | Mercedes-Benz 300 SL           | Mercedes-Benz 3.0L I6   | C      | 58     |
| 35              | S 750  | 49  | Automobiles Panhard           | Pierre Hémard Pierre Flahault               | Monopole X89                   | Panhard 0.7L Flat-2     | D      | 50     |
| 36              | S 1.5  | 27  | Wolfgang Seidel               | Mathieu Hezemans Carel Godin de Beaufort    | Porsche 550A/4 RS              | Porsche 1.5L Flat-4     | C      | 48     |
| 37              | S 750  | 50  | Automobiles Panhard           | Pierre Chancel André Beaulieux              | Monopole X88                   | Panhard 0.7L Flat-2     | D      | 46     |
| 38              | S 1.5  | 28  | Gonzague Olivier              | Claude Storez Helmut Polensky               | Porsche 550/4 Spyder           | Porsche 1.5L Flat-4     | D      | 45     |
| 39              | S 750  | 52  | Automobili Stanguellini       | René Philippe Faure Gilbert Foury           | Stanguellini 750 Sport         | Fiat 0.7L I4            | D      | 36     |
| 40              | S 1.5  | 31  | Louis Cornet                  | Louis Cornet Robert Mougin                  | Maserati 150S                  | Maserati 1.5L I4        | P      | 35     |
| 41              | S 3.0  | 18  | Automobiles Talbot            | Goffredo Zehender Jean Lucas                | Talbot Sport 2500              | Maserati 2.5L I6        | P      | 32     |
| 42              | S 750  | 53  | Automobili Stanguellini       | Pierre Duval Georges Guyot                  | Stanguellini 750 Sport         | Fiat 0.7L I4            | D      | 23     |
| 43              | S 750  | 47  | Moretti Automobili            | Marceau Esculus Francois Guillaud           | Moretti 750 Grand Sport        | Moretti 0.7L I4         | P      | 22     |
| 44              | S 750  | 51  | Louis Héry                    | Louis Héry Lucien Pailler                   | Monopole X86                   | Panhard 0.7L Flat-2     | M      | 5      |
| 45              | S 750  | 42  | Automobili OSCA               | Jean Laroche Rémy Radix                     | OSCA Sport 750                 | OSCA 0.7L I4            | M      | 4      |
| 46              | S 5.0  | 3   | Jaguar Cars Ltd.              | Jack Fairman Ken Wharton                    | Jaguar D-Type                  | Jaguar 3.4L I6          | D      | 3      |
| 47              | S 5.0  | 2   | Jaguar Cars Ltd.              | Paul Frère Desmond Titterington             | Jaguar D-Type                  | Jaguar 3.4L I6          | D      | 2      |
| 48              | S 3.0  | 11  | Scuderia Ferrari              | Alfonso de Portago Duncan Hamilton          | Ferrari 625LM Spyder Touring   | Ferrari 2.5L I4         | E      | 2      |
| 49              | S 750  | 44  | Automobiles Deutsch et Bonnet | Fernand Carpentier Pierre Savary            | DB HBR5                        | Panhard 0.7L Flat-2     | D      | 2      |
| Nicht gestartet |        |     |                               |                                             |                                |                         |        |        |
| 50              | S 3.0  |     | Scuderia Ferrari              | Juan Manuel Fangio Eugenio Castellotti      | Ferrari 625LM Spyder Touring   | Ferrari 2.5L I4         | E      | 1      |

1 Fahrer erkrankt

### Nur in der Meldeliste
Hier finden sich Teams, Fahrer und Fahrzeuge die ursprünglich für das Rennen gemeldet waren, aber aus den unterschiedlichsten Gründen daran nicht teilnahmen.
| Pos. | Klasse | Nr. | Team                         | Fahrer                              | Chassis               | Motor                   | Reifen |
| ---- | ------ | --- | ---------------------------- | ----------------------------------- | --------------------- | ----------------------- | ------ |
| 51   | S 2.0  |     |                              |                                     | ERA G-Type            |                         |        |
| 52   | S 1.5  |     | Automobili OSCA              | Giulio Cabianca Luigi Villoresi     | Osca MT4              | OSCA 1.5L I4            |        |
| 53   | S 3.0  |     | Jacques Pollet               | Jacques Pollet                      | Mercedes-Benz 300SL   | Mercedes-Benz 3.0L I8   |        |
| 54   | S 2.0  |     | Phoenix                      | Raymond Flower Mike Llewellyn       | Phoenix Turner 2SR6   |                         |        |
| 55   | S 1.1  |     | Cooper Car Company           | Jack Brabham Michael Taylor         | Cooper T39            | Coventry Climax 1.1L I4 |        |
| 56   | S 750  |     | Littery                      | Robert Chancel                      | Panhard Monopole      |                         |        |
| 57   | S 3.0  |     | Automobiles Frazer Nash Ltd. |                                     | Frazer-Nash           |                         |        |
| 58   | S 1.1  |     | Automobili Stanguellini      |                                     | Stanguellini Bialbero | Fiat 0.7L I4            |        |
| 59   | S 3.0  |     | Michel Dubonnet              | Michel Dubonnet Maurice Trintignant | Ferrari 250 GT        | Ferrari 3.0L V12        |        |
| 60   | S 1.5  |     | Dick Fitzwilliam             |                                     | MG A                  |                         |        |

### Biennale-Cup-Rudge-Withworth
| Pos. | Nr. | Fahrer                                     | Chassis                 | Koeffizient | Platzierung im Gesamtklassement |
| ---- | --- | ------------------------------------------ | ----------------------- | ----------- | ------------------------------- |
| 1    | 40  | Gérard Laureau Paul Armagnac               | DB HBR5                 | 3.103,347   | Rang 10                         |
| 2    | 25  | Richard von Frankenberg Wolfgang von Trips | Porsche 550A/4 RS Coupe | 3.792,248   | Rang 5                          |
| 3    | 8   | Stirling Moss Peter Collins                | Aston Martin DB3S       | 4.018,633   | Rang 2                          |

### Index of Performance
| Pos. | Nr. | Fahrer                                     | Chassis                      | Koeffizient | Platzierung im Gesamtklassement |
| ---- | --- | ------------------------------------------ | ---------------------------- | ----------- | ------------------------------- |
| 1    | 40  | Gérard Laureau Paul Armagnac               | DB HBR5                      | 1.16600     | Rang 10                         |
| 2    | 25  | Richard von Frankenberg Wolfgang von Trips | Porsche 550A/4 RS Coupe      | 1.15900     | Rang 5                          |
| 3    | 45  | Jean-Claude Vidilles Jean Thépenier        | DB HBR                       | 1.13500     | Rang 11                         |
| 4    | 36  | Reg Bicknell Peter Jopp                    | Lotus 11                     | 1.11800     | Rang 7                          |
| 5    | 33  | Ed Hugus John Bentley                      | Cooper T39                   | 1.11400     | Rang 8                          |
| 6    | 8   | Stirling Moss Peter Collins                | Aston Martin DB3S            | 1.11300     | Rang 2                          |
| 7=   | 12  | Olivier Gendebien Maurice Trintignant      | Ferrari 625LM Spyder Touring | 1.11000     | Rang 3                          |
| 7=   | 46  | André Héchard Roger Masson                 | DB HBR                       | 1.11000     | Rang 12                         |
| 9    | 4   | Ninian Sanderson Ron Flockhart             | Jaguar D-Type                | 1.10100     | Gesamtsieg                      |
| 10   | 5   | Jacques Swaters Freddy Rousselle           | Jaguar D-Type                | 1.04100     | Rang 4                          |
| 11   | 1   | Mike Hawthorn Ivor Bueb                    | Jaguar D-Type FI             | 1.02600     | Rang 6                          |
| 12   | 41  | Jean-Marie Dumazer Lucien Campion          | VP 166R                      | 1.01000     | Rang 14                         |
| 13   | 30  | Claude Bourillot Henri Perroud             | Maserati 150S                | 1.0000      | Rang 9                          |
| 14   | 34  | Roland Bourel Maurice Slotine              | Porsche 356A/4               | 0.0000      | Rang 13                         |

### Klassensieger
| Klasse               | Fahrer             | Fahrer                  | Fahrzeug                | Platzierung im Gesamtklassement |
| -------------------- | ------------------ | ----------------------- | ----------------------- | ------------------------------- |
| Index of Performance | Gérard Laureau     | Paul Armagnac           | DB HBR5                 | Rang 10                         |
| 22. Biennale Cup     | Gérard Laureau     | Paul Armagnac           | DB HBR5                 | Rang 10                         |
| 3001–5000 cm³        | Ron Flockhart      | Ninian Sanderson        | Jaguar D-Type           | Gesamtsieg                      |
| 2001–3000 cm³        | Peter Collins      | Stirling Moss           | Aston Martin DB3S       | Rang 2                          |
| 1101–1500 cm³        | Wolfgang von Trips | Richard von Frankenberg | Porsche 550A/4 RS Coupé | Rang 5                          |
| 751–1100 cm³         | Reg Bicknell       | Peter Jopp              | Lotus 11                | Rang 7                          |
| 501–750 cm³          | Gérard Laureau     | Paul Armagnac           | DB HBR5                 | Rang 10                         |

### Renndaten
- Gemeldet: 60
- Gestartet: 49
- Gewertet: 14
- Rennklassen: 7
- Zuschauer: 250.000
- Ehrenstarter des Rennens: Simon de Peyerimoff, Präsident des Automobile Club de France
- Wetter am Rennwochenende: warm, zwischendurch immer wieder Regenschauer
- Streckenlänge: 13,461 km
- Fahrzeit des Siegerteams: 24:00:00,000 Stunden
- Gesamtrunden des Siegerteams: 300
- Gesamtdistanz des Siegerteams: 4034,929 km
- Siegerschnitt: 168,122 km/h
- Pole-Position: unbekannt
- Schnellste Rennrunde: Mike Hawthorn – Jaguar D-Type (#1) – 4.20.000 = 186,383 km/h
- Rennserie: zählte zu keiner Rennserie